# Podatek od ponadnormatywnych wypłat wynagrodzeń
Podatek od ponadnormatywnych wypłat wynagrodzeń (PPWW, pot. „popiwek”) – podatek wprowadzony w Polsce w 1984 r. w celu walki z hiperinflacją, zniesiony w latach 1991-1994.
Nazwa „popiwek” jest pochodną akronimu PPWW, oddającą przy tym w dużej mierze ducha tego podatku jako swoistej kary za „napiwek”, czyli za podniesienie płac.

## Historia

### Wprowadzenie popiwku
PPWW często utożsamiany jest z planem Balcerowicza, w rzeczywistości jednak podatek tego rodzaju jako obciążenia na „Państwowy Fundusz Aktywizacji Zawodowej” (PFAZ) wprowadzony został już w 1984 r., a od 1986 obowiązywała już nazwa podatku od ponadnormatywnych wypłat wynagrodzeń.

### Walka z inflacją
W czasie transformacji gospodarczej początku lat dziewięćdziesiątych PPWW był jednym z elementów walki z hiperinflacją. Podatek ten obciążał te przedsiębiorstwa, które przekraczały ustalony w przepisach dopuszczalny poziom wzrostu płac.
Przykładowo, w styczniu 1990 fundusz płac był indeksowany współczynnikiem inflacji mnożonym przez 0,2, od lutego do kwietnia 1990 przez 0,3, a potem przez 0,6. Oznaczało to, że przedsiębiorstwa państwowe „bezkarnie” (tzn. bez narażenia się na dodatkowe obciążenie tym podatkiem), mogły zwiększyć swój fundusz płac o kwoty wynikające z tego indeksowania. Każda większa podwyżka funduszu płac obciążona była na początku 1990 roku:
- za przekroczenie wyznaczonego limitu o 0,1–3% – „popiwkiem” równym 200% wypłaconej ponad limit kwoty;
- za przekroczenie limitu o ponad 3% – 500% tej kwoty.

Jako że „popiwek” nie obciążał bezpośrednio kieszeni zatrudnionych, a zatrudniające ich przedsiębiorstwa, był skutecznym – ale i wywołującym negatywny wydźwięk oraz największe protesty – narzędziem antyinflacyjnym. Z drugiej strony narzędzie to działało automatycznie i bez uwzględnienia niuansów różniących poszczególne przedsiębiorstwa. W szczególności nie odróżniało ono zwiększenia funduszu płac wynikającego z udzielenia podwyżek wynagrodzeń, od na przykład zwiększenia tego funduszu wynikającego z wzrostu zatrudnienia, choćby przedsiębiorstwo właśnie podpisało wielki kontrakt wymagający istotnego naboru nowych pracowników. Wadą tego podatku było też niedostosowanie go do sezonowości dochodów w niektórych branżach, np. w rolnictwie.

### Likwidacja podatku
Bardzo szybko – już w 1991 r. – rząd wycofał się z wymierzania PPWW przedsiębiorstwom prywatnym; w sektorze publicznym protesty związków zawodowych wymusiły jego likwidację w 1992 r., a w pozostałych przedsiębiorstwach państwowych płacony był aż do 31 marca 1994 roku. Ostatecznie w 1996 umorzono wynikające z niego zaległości od przedsiębiorstw górniczych.